# Samson Agro
Samson Agro A/S og Samson Group A/S er en international dansk virksomhed, der producerer gyllevogne, møg- og universalspredere til landbrug. Samson Group har hovedkvarter i Viborg og består foruden Samson Agro også af maskinforhandleren Samson Agrolize. Maskinerne produceres i Danmark, Polen og Frankrig og sælges under mærkerne Samson og Pichon. Deres 650 ansatte producerer årligt 1.400 enheder. Virksomheden blev oprindeligt etableret som Pumpefabrikken S.A. Kalstrup i 1979. I år 2000 indførte de navnet Samson.